# Вороб'ї (Стуловське сільське поселення)
Вороб'ї́ (рос. Воробьи) — присілок у складі Слободського району Кіровської області, Росія. Входить до складу Стуловського сільського поселення.
Населення становить 115 осіб (2010, 114 у 2002).
Національний склад станом на 2002 рік — росіяни 91 %.